# Polietes meridionalis
Polietes meridionalis är en tvåvingeart som först beskrevs av Peris och Gustavo A. Llorente 1963.  Polietes meridionalis ingår i släktet Polietes och familjen husflugor. Inga underarter finns listade i Catalogue of Life.